# زارينسك
زارينسك (بالروسية: Заринск) هي إحدى مدن روسيا في الكيان الفدرالي الروسي ألطاي كراي.